# Nedaříž
Nedaříž (německy Nedarsch) je malá vesnice, část obce Horka u Staré Paky v okrese Semily. Nachází se asi jeden kilometr západně od Horek u Staré Paky.
Nedaříž je také název katastrálního území o rozloze 1,22 km².

## Historie
První písemná zmínka o vesnici pochází z roku 1360.